# Ciad ai Giochi della XXVII Olimpiade
Il Ciad partecipò ai Giochi della XXVII Olimpiade, svoltisi a Sydney, Australia, dal 15 settembre al 1º ottobre 2000, con una delegazione di 2 atleti impegnati in una disciplina.